# Lancea tibetica
Lancea tibetica är en tvåhjärtbladig växtart som beskrevs av Joseph Dalton Hooker och Thomson. Lancea tibetica ingår i släktet Lancea och familjen Mazaceae. Inga underarter finns listade i Catalogue of Life.